# Cavall de Troia
El cavall de Troia va ser un enorme cavall de fusta, en el qual s'havien amagat els soldats grecs durant la Guerra de Troia, que els grecs van deixar, com una ofrena davant les portes de la ciutat assetjada de Troia.

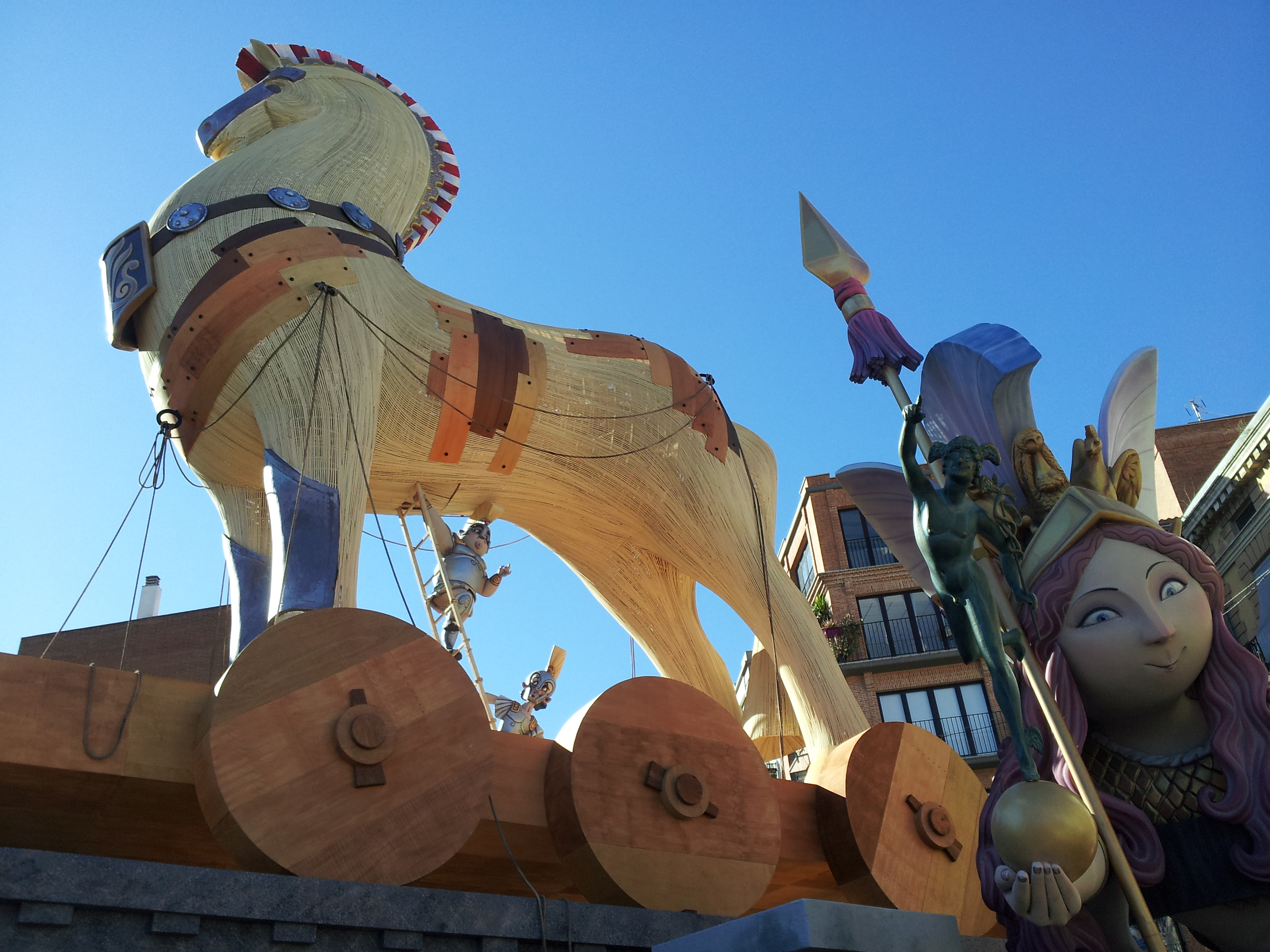
Falla de Na Jordana del 2013, amb un cavall de Troia com a figura central. València: plaça del Portal Nou

## Història
Segons l'Eneida de Virgili, les forces gregues no podien entrar a Troia a causa de les altes muralles i els sistemes de defensa que la protegien des de feia deu anys. Els habitants de Troia, grans creients dels déus, havien de ser vençuts amb una trampa, elaborada per Ulisses. Les tropes gregues van retirar-se de la plana, i van deixar només un gran cavall de fusta davant les portes de la ciutat. Els habitants de Troia, en veure el cavall, van pensar que era un regal dels déus i van introduir-lo dins la ciutat. A la nit, els soldats amagats van sortir i van obrir les portes de la ciutat, de manera que van permetre que l'exèrcit grec envaís la ciutat. La frase timeo Danaos et dona ferentes ('tem els grecs fins i tot si porten obsequis') de Virgili, ha esdevingut una frase feta per a indicar regals enverinats.

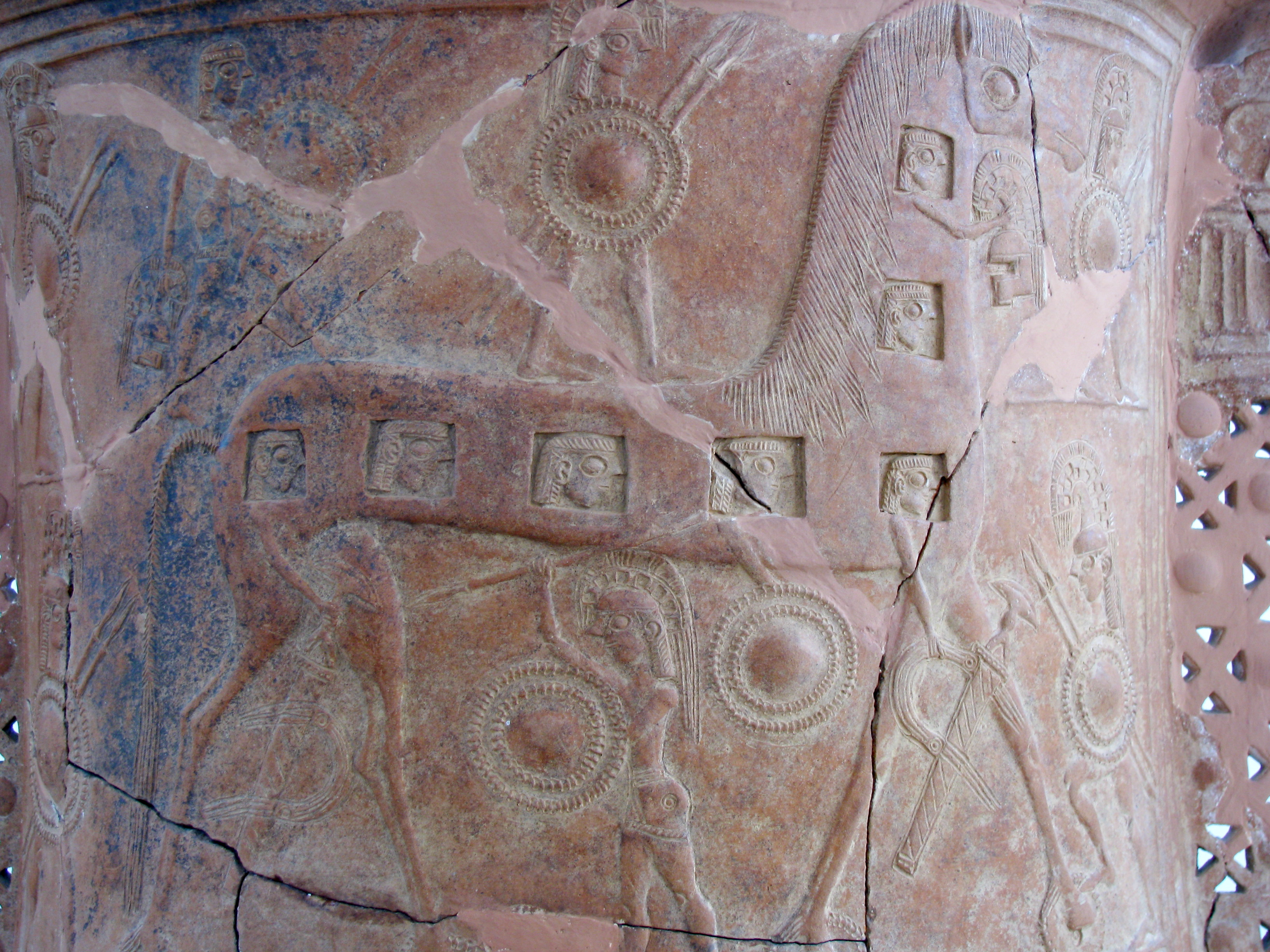
L'àmfora de Míkonos (un pithos de vers el 670 aC) és una de les representacions més antigues del cavall de Troia que es coneixen. Míkonos: Museu Arqueològic

Aquests fets succeeixen després del que explica la Ilíada d'Homer i abans del que succeeix a l'Odissea, del mateix Homer, ambdós escrits al segle viii aC. Entre el 29 aC i el 19 aC, Virgili va escriure l'Eneida inspirant-se en les dues obres homèriques.
El cavall de Troia surt mencionat dues vegades a l'Odissea:
Ah, veureu què va fer i a què va arriscar-se l'estrenu
dins el cavall polit, on sèiem tots els més nobles
dels argius, als troians portant la destrossa i la parca!
Mes, a veure, passa aquest punt i canta'ns l'endreça
del cavall de fusta, que Epeos va fer amb Atena,
com dins la ciutadella, amb engany, Ulisses va entrar-lo,
el divinal, emplenat dels guerrers que Ilion barrejaren.
Si bé és en el segon llibre de l'Eneida de Virgili en què n'hi ha la versió més extensa i familiar, hi ha la confusió popular de pensar que és en la Ilíada d'Homer on apareix el cavall de Troia, segurament pel fet que tracta de la Guerra de Troia, però d'episodis anteriors a la gesta d'Ulisses i el cavall. La tradició ha establert que, dins del cavall, hi havia quaranta guerrers i que un d'ells, Anticle, gairebé esguerra el pla en contestar preguntes de fora. Una història similar apareix al relat de La presa de Jaffa

## El cavall de Troia en el llenguatge
En l'ús modern del llenguatge, un «cavall de Troia» ha esdevingut qualsevol estratagema que permeti introduir l'enemic dins d'un recinte protegit i teòricament segur.
En informàtica, s'empra l'expressió «troià» per a designar (impròpiament, però, perquè el cavall originari no és troià, sinó l'enemic dels troians, de fet) un programa que es presenta com a útil o inofensiu per induir l'usuari a instal·lar-lo i fer-lo treballar, sovint amb conseqüències nefastes.